# Canto de Sião
Canto de Sião é o décimo oitavo álbum ao vivo do grupo Renascer Praise. Foi gravado em Israel, e lançado pela gravadora Universal Music.
Vendeu mais de 40 mil cópias, recebendo disco de ouro. O álbum recebeu avaliações positivas da mídia especializada.

## Faixas

### CD
| #  | Titulo                  | Compositor                                                                 |
| -- | ----------------------- | -------------------------------------------------------------------------- |
| 01 | Canto de Sião           | Estevam Hernandes / Oseas Silva / Clovis Pinho / Esdras Gallo              |
| 02 | 1000 Graus              | Clovis Pinho                                                               |
| 03 | Poderoso nas Batalhas   | Clovis Pinho                                                               |
| 04 | Dom da Fé               | Elyas Vianna / Oseas Silva                                                 |
| 05 | Consolador              | Sônia Hernandes                                                            |
| 06 | Eu Vou Viver Milagres   | Sônia Hernandes / Clovis Pinho                                             |
| 07 | Meu Deus Pode           | Sônia Hernandes / Clovis Pinho / Elyas Vianna / Oseas Silva / Esdras Gallo |
| 08 | Restitui                | Sônia Hernandes / Elyas Vianna                                             |
| 09 | Palavra Apóstolica      | Estevam Hernandes                                                          |
| 10 | Cria Em Mim             | Sônia Hernandes / Esdras Gallo / Oseas Silva                               |
| 11 | Jesus, O Plano Perfeito | Sônia Hernandes / Clovis Pinho                                             |
| 12 | Santo éo Cordeiro       | Elyas Vianna                                                               |

### DVD
| #  | Titulo                  | Compositor                                                                 |
| -- | ----------------------- | -------------------------------------------------------------------------- |
| 01 | Canto de Sião           | Estevam Hernandes / Oseas Silva / Clovis Pinho / Esdras Gallo              |
| 02 | Restitui                | Sônia Hernandes / Elyas Vianna                                             |
| 03 | 1000 Graus              | Clovis Pinho                                                               |
| 04 | Poderoso nas Batalhas   | Clovis Pinho                                                               |
| 05 | Dom da Fé               | Elyas Vianna / Oseas Silva                                                 |
| 06 | Meu Deus Pode           | Sônia Hernandes / Clovis Pinho / Elyas Vianna / Oseas Silva / Esdras Gallo |
| 07 | Palavra Apóstolica      | Estevam Hernandes                                                          |
| 08 | Jesus, O Plano Perfeito | Sônia Hernandes / Clovis Pinho                                             |
| 09 | Consolador              | Sônia Hernandes                                                            |
| 10 | Eu Vou Viver Milagres   | Sônia Hernandes / Clovis Pinho                                             |
| 11 | Cria Em Mim             | Sônia Hernandes / Esdras Gallo / Oseas Silva                               |
| 12 | Santo éo Cordeiro       | Elyas Vianna                                                               |

#### Ficha Tecnica
- Direção Geral: Estevam Hernandes
- Direção Artistica: Bispa Sônia Hernandes
- Direção Executiva: Bispa Fernanda Hernandes
- Produção Musical: Edras Gallo e Clovis Pinho
- Gravadora(s): Universal Music Group
- Produtor de vídeo: Claudia Bastos
- Direção de Video: Marrash Bastos
- Co-Produção: Pastor Oseas Silva
- Label Manager: Renata Cenízio
- Gerente A&R: Renata Cenízio
- Direção A&R: Miguel Cariello
- Banda: Sônia Hernandes / Clovis Pinho / Barbara Amorim / Esdras Gallo / Oseas Silva / Elyas Vianna / Jean Michel / Fernanda Rasmussen